# MotorStorm
MotorStorm ist ein Rennspiel für die PlayStation 3, das von den Evolution Studios entwickelt und von Sony Computer Entertainment veröffentlicht wurde. Die erste Ankündigung erfolgte auf der E3 2005. In Japan wurde das Spiel im Dezember 2006 veröffentlicht, im Rest der Welt im März 2007. Motorstorm wurde weltweit mehr als drei Millionen Mal verkauft. Der Nachfolger zu MotorStorm, MotorStorm: Pacific Rift, wurde Ende 2008 veröffentlicht.

## Updates
Fünf Updates wurden bisher für MotorStorm in Nordamerika und Europa veröffentlicht.
| Version | Details |
| ------- | --- |
| 1.1     | Update 1.1 wurde ab dem 23. März 2007 zusammen mit der europäischen und australischen Veröffentlichung zum Download angeboten. Es führte folgende zusätzlichen Funktionen ein: eine buddy list, damit die User online gegen Freunde antreten konnten. |
| 1.2     | Update 1.2 war für die Veröffentlichung am 11. Juni 2007 vorgesehen. Es verbessert das Online-Spiel, ist kompatibel mit dem Time-Trail-Modus-Add-on, relativiert den unverhältnismäßigen Nutzen eines Boostes und bereinigt einige Fehler. Das Update wurde am 15. Juni 2007 in Europa und am 21. Juni in Nordamerika veröffentlicht.                                                                                           |
| 2.0     | Update 2.0 erweiterte die Fahrzeugauswahl und Spielerfarben in der Lobby, behob außerdem Bugs mit dem Headset und dem Support für Sprachkommandos. |
| 3.0     | Update 3.0 fügte Unterstützung für Vibrationen mit dem Dualshock 3 Controller hinzu. Der Zieleinlauf des letzten Rennens beeinflusst die Startposition im nächsten Rennen innerhalb derselben online lobby. A Gloating Index zur Unterstützung des Racer online prowess. Weitere Bugs und Exploits wurden behoben. Das Update wurde in Europa am 25. Oktober 2007 veröffentlicht und in Nordamerika am 8. November 2007.        |
| 3.1     | Update 3.1 fügt einen 2D Vehicle Auswahlbildschirm hinzu, sowie gespiegelte Tracks für online Multiplayerspiele, einen neuen Beschleunigungsmesser für den MotorStorm mode und zwei zusätzliche Songs zum Soundtrack – “Devil’s Crossing” von Elite Force und “Beat The Devil” von Jiffster. Das Update wurde in Europa am 13. Dezember 2007 veröffentlicht. In Nordamerika erfolgte die Veröffentlichung am 19. Dezember 2007. |